# 백여주
백여주(白汝舟, ? ~ ?)는 고려 중기의 문신이다. 본관은 남포(藍浦)다.

## 생애
신라 간관(新羅 諫官) 백중학(白仲鶴)의 후손으로 병부원외랑(兵部員外郎)을 지낸 백광우(白光宇)의 아들이다.
1198년(신종 원년) 7월 예부낭중(禮部郞中)으로 왕의 책봉을 요청하기 위해 금나라에 갔다. 이듬해인 1199년(신종 2) 2월 금나라에서 조칙(詔勅)을 받아 돌아왔다. 그 조칙(詔勅)에 이르기를, “경(卿)이 근일에 사신을 보내어 아뢰는 글을 올렸는데, 형(兄)이 사양함을 자세히 말하고 겸하여 부왕의 말을 증거로 삼았으며, 그 동안 왕위(王位)가 비게 될까 염려하여 이에 편의(便宜)에 따라 국사(國事)를 섭행(攝行)케 되었다고 하였으므로, 그 단서(端緖)를 캐어서 물어 보니 역시 이미 부합(符合)되었다. 이에 다시 정성으로 조공(朝貢)하여 세습(世襲)의 작위(爵位)를 이어받기를 바라니, 공평한 의리를 상고하여 이에 유음(兪音)을 내리며 잇달아 사신을 보내어 책봉(册封)하는 명을 내리겠다.” 하였다.
좌승선(左承宣),·한림시강학사(翰林侍講學士) 지제고(知制誥)를 지냈다.

## 가족 관계
- 조부 : 백사청(白司淸, ? ~ ? ) 태복경(太僕卿) 증삼중대광(贈三重大匡)
- 조모 : 무안 박씨(務安朴氏) 수태위(守太尉)·중서시랑평장사(中書侍郞平章事) 박승중(朴昇中)의 딸
  - 부 : 백광우(白光宇, ? ~ ? ) 병부원외랑(兵部員外郎)
    -       - 아들 : 백경선(白景瑄, ? ~ ? ) 예부낭중(禮部郞中), 증우복야(贈右僕射)
        - 손자 : 백문절(白文節, ? ~ 1282년) 사의대부(司議大夫), 국학대사성(國學大司成)
        - 손부 : 성주 이씨(星州李氏) 이세주(李世柱)의 딸
          - 증손 : 백이정(白頤正, 1247년 ~ 1323년) 도첨의평리(都僉議評理) 상의회의도감사(商議會議都監事) 상당군(上黨君) 문헌공(文憲公)
          - 증손부 : 구 안동 김씨(舊 安東金氏) 중대광(重大匡) 김순(金恂)의 2녀
          - 증손 : 백효주(白孝珠) 대호군(大護軍)
          - 증손부 : 평양 조씨(平壤趙氏) 문하시중(門下侍中) 평양군(平壤君) 조인규(趙仁規, 1237년 ~ 1308년)의 3녀

  - 숙부 : 백광신(白光臣, 1135년 ~ 1211년) 판비서성사(判秘書省事) 치사(致仕)
  - 숙모 : 김씨(金氏) 김명(金明)의 딸
    - 종제 : 백분화(白賁華, 1179년 ~ 1224년) 경산부부사(京山府副使)
    - 종제수 : 임씨(林氏) 상서우복야(尙書右僕射) 판삼사사(判三司事) 임유겸(林惟謙)의 딸
      - 종질 : 희심(希諗) 조계선사(曹溪禪士) 출가(出家)
      - 종질 : 숙명(淑明)